# Посмертная маска

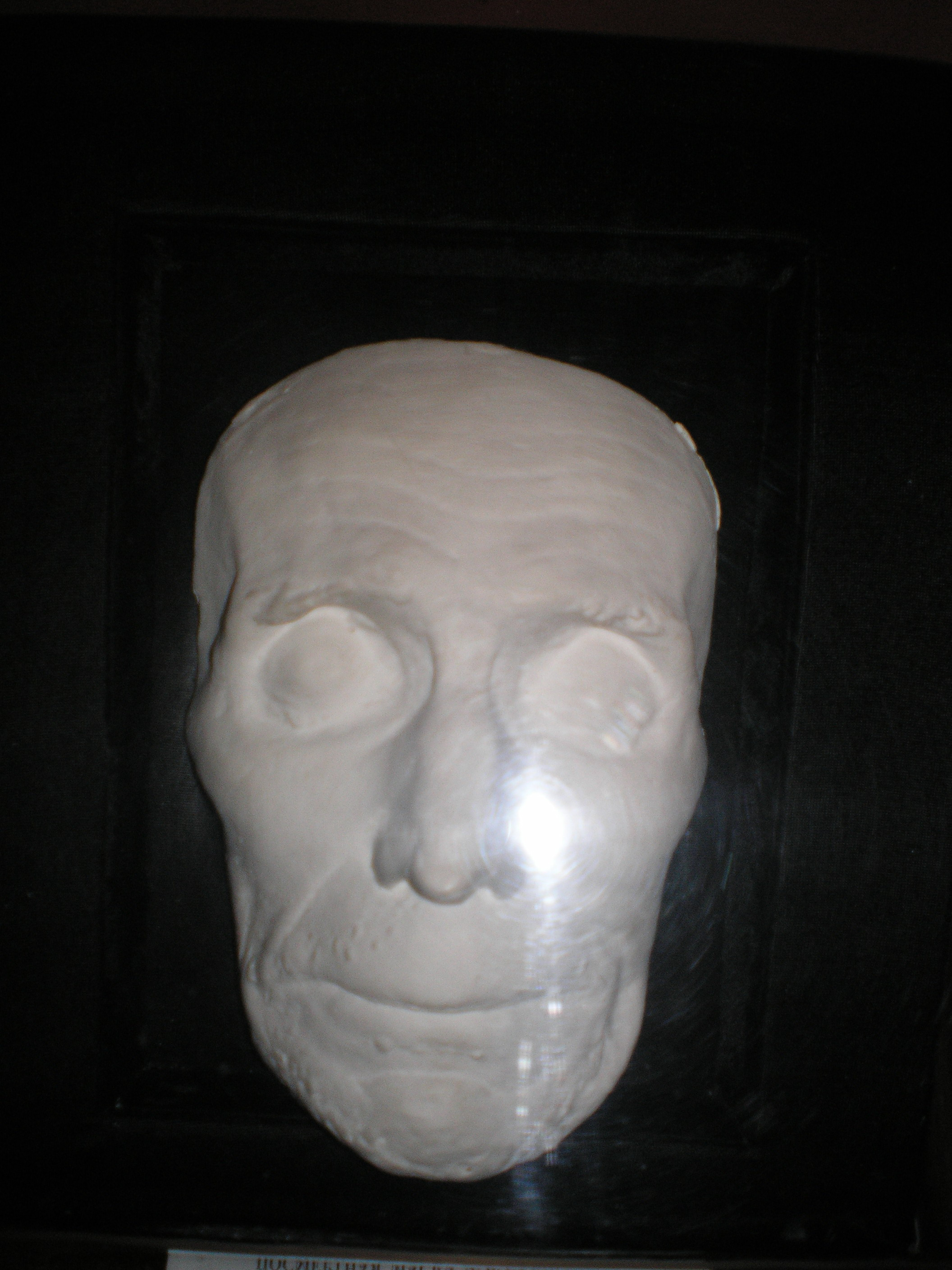
Посмертная маска полководца А. В. Суворова.

Посмертная маска — слепок из гипса или другого пластичного материала, снятый с лица умершего.

## Описание
Первоначальный слепок служил как форма для отливки посмертной маски из золота, бронзы и т. д. В древности, когда техника бальзамирования не позволяла сохранить лицо, при погребениях на лицо умершего накладывали погребальные маски из золота, дерева и т. п. Этот обычай существовал у многих народов и часто эти маски имели мало сходства с лицом умершего.
С развитием скульптуры посмертные маски стали снимать как подготовительный материал при изваянии статуй, бюстов и надгробий (см. также: Восковые маски предков).
Посмертные маски, сделанные профессиональными скульпторами, считаются предметом искусства.